# Celano
Celano é uma comuna italiana da região dos Abruzos, província de Áquila, com cerca de 10.978 habitantes. Estende-se por uma área de 91 km², tendo uma densidade populacional de 121 hab/km². Faz fronteira com Aielli, Avezzano, Castelvecchio Subequo, Cerchio, Collarmele, Gagliano Aterno, Luco dei Marsi, Ovindoli, Pescina, San Benedetto dei Marsi, Secinaro, Trasacco.

## Demografia
| Variação demográfica do município entre 1861 e 2011                               |
|                                                                                   |
| Fonte: Istituto Nazionale di Statistica (ISTAT) - Elaboração gráfica da Wikipedia |